# Stopplaats Lintelo

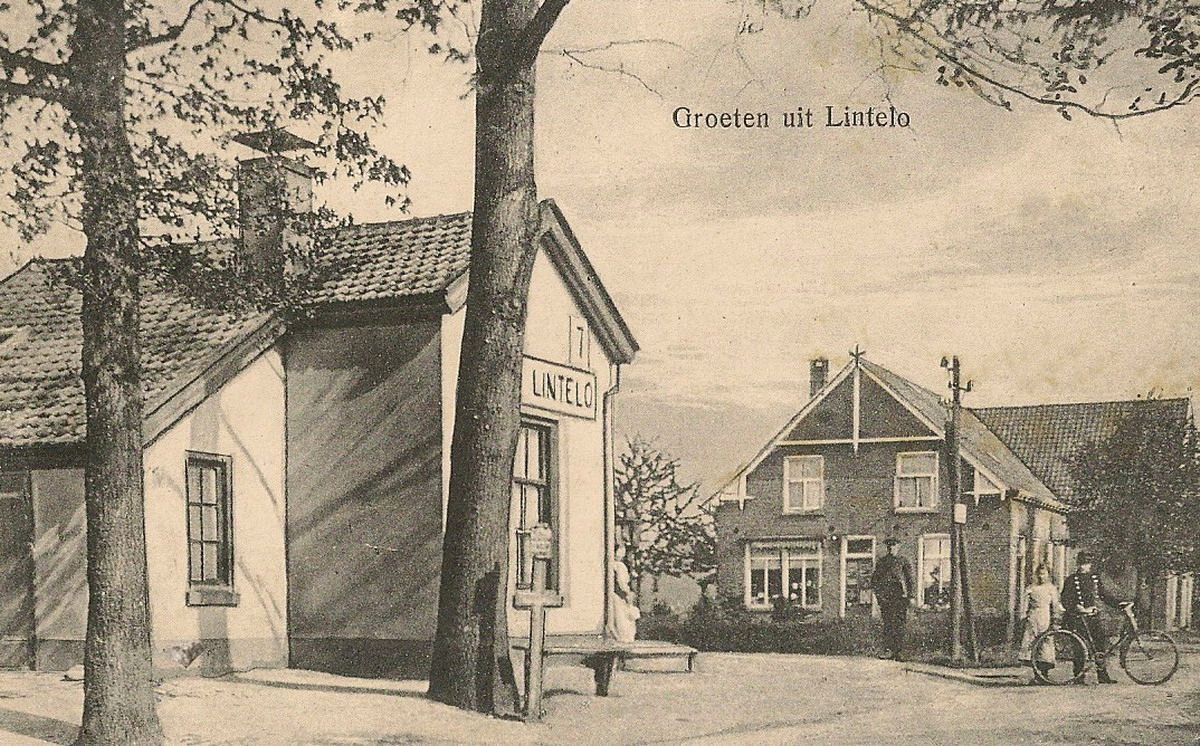

Stopplaats Lintelo (telegrafische code: lto) is een voormalig stopplaats aan de Spoorlijn Winterswijk - Zevenaar, destijds geëxploiteerd door de GOLS. De stopplaats lag ten noorden van het dorp Lintelo in de gemeente Aalten. De halte werd geopend op 15 juli 1885 en gesloten op 15 mei 1938. Bij de halte was een wit wachterswoning aanwezig, waarop met grote letters Halte Lintelo stond. In 1940 is deze woning afgebroken. De straatnaam Halteweg verwijst nog naar de halte.
Na de sluiting heeft vanaf de jaren '70 (van de 20e eeuw) een jongerencentrum genaamd i'Varca in de stationsgebouwen gezeten. In 2012 is deze gesloten en op 24 juli 2014 heeft een brand de gebouwen verwoest. Daarna zijn de gebouwen gesloopt.